# Крикорян, Блэйк
Блэйк Крикорян (Григорян, англ. Blake G. Krikorian; 18 августа 1967 — 3 августа 2016) — американский предприниматель, инвестор, соучредитель Sling Media. Пионер в области потокового видео.

## Биография
Родился 18 августа 1967 года в армяно-американской семье и был младшим сыном Гари Крикоряна и Джойс Срэбиан.
Вырос в Маунтин-Вью, штат Калифорния, где он учился в средней школе Маунтин-Вью. Затем он учился в Калифорнийском университете в Лос-Анджелесе.
Крикорян и его брат Джейсон стали соучредителями Sling Media в 2004 году, которая создала Slingbox — устройство потокового вещания телевидения. Sling Media была приобретена EchoStar в 2007 году за 380 миллионов долларов, которая в то время была материнской компанией Dish Network.
Крикорян был генеральным директором id8 Group. Он консультировал такие компании, как Microsoft, AT&T, Toshiba и Time Warner. В 2013 году Microsoft назначила Крикоряна корпоративным вице-президентом в своем подразделении Xbox после приобретения его стартапа по домашней автоматизации R2 Studios.
Он входил в совет директоров Amazon с 2011 по 2013 год. Был партнером совета директоров в венчурной компании Andreessen Horowitz. Крикорян также был инвестором в нескольких компаниях, включая: стартап виртуальной реальности Jaunt, производителя беспроводных наушников Doppler Labs, стартап носимых устройств Thync, стартап цифрового искусства Depict и онлайн-сервис футбольных видео FuboTV.

### Sling Media
Sling Media начала поставлять свои приставки в июне 2005 года для переброса видео с одного экрана на другой. Потребители раскупили «сотни тысяч приставок Sling», говорила компания, которая продавала три версии своей приставки в более чем 5000 розничных магазинов в 11 странах. Устройство позволяло передавать видео в режиме онлайн с телевизора на компьютеры или мобильные устройства, что было большой инновацией для середины 2000-х.

## Смерть
Блэйк Крикорян скончался в 3 августа 2016 года, предположительно, после сердечного приступа во время сёрфинга в районе Сан-Франциско.